# Beatles for Sale (No. 2)
Beatles for Sale (No. 2) — мини-альбом (EP), выпущенный группой «Битлз» 4 июня 1965 года. Данный альбом стал девятым мини-альбомом в официальной дискографии группы и был выпущен лишь в моно-версии. Кроме Великобритании, альбом был выпущен также в Австралии. Альбом продавался хуже предыдущих мини-альбомов, но, тем не менее, достиг пятой позиции в EP-чартах, где продержался в общей сложности 24 недели.

## Список композиций
Сторона «А»
1. «I’ll Follow the Sun»
2. «Baby’s in Black»

Сторона «Б»
1. «Words of Love»
2. «I Don’t Want to Spoil the Party»